# Luk Wyns
Luc Caroline Arthur "Luk" Wyns (Merksem, 23 januari 1959) is een Belgisch scenarist, acteur, auteur en regisseur.  Hij studeerde in 1981 af aan de Studio Herman Teirlinck.

## Televisie
Wyns werd begin jaren 90 bij het grote publiek bekend met de Vlaamse sitcom De Familie Backeljau, geschreven door Wyns zelf en waarbij hij twee hoofdrollen voor zijn rekening nam. De serie liep van 1994 tot 1997 op VTM en werd meer dan 15 maal heruitgezonden.
Andere series van Wyns' hand zoals onder andere Oei!, De Wet van Wyns en Sterke verhalen werden uitgezonden op de VRT.
Als acteur had Wyns hoofdrollen in Langs de Kade (VRT), Coppers (VTM), Gevoel voor tumor (VRT) en Glad ijs (Streamz).
In de serie Matroesjka's vertolkte Wyns een van de hoofdrollen van bendelid en vrouwenhandelaar Eddy Stoefs. Ook in het tweede seizoen speelde Wyns een van de hoofdrollen.
Wyns creëerde en regisseerde de veelbesproken dark comedy reeks Crimi Clowns, waarin hij tevens de hoofdrol van gangsterbaas Ronny Tersago (Clown Norry) vertolkte. Het eerste seizoen werd in 2012 aanvankelijk in België (VTM), en ook later in Nederland (Veronica) uitgezonden. In 2013 kwam  de langspeelfilm Crimi Clowns The Movie uit, gevolgd door een tweede seizoen. In 2014 werd Crimi Clowns door Cutting Edge als Beste Vlaamse Fictiereeks verkozen. In 2016 kwam de tweede bioscoopfilm Uitschot uit, gevolgd door een derde seizoen van de reeks.
In 2021 bracht Wyns voor VTM2 een zesdelige documentaire uit over internationaal kooivechtster Cindy Dandois, waarbij hij haar dagelijks leven als vechtster, Only Fans model en moeder van zes kinderen op de voet volgde.

## Theater
Wyns trad reeds in de jaren 80 op in Nederland met solovoorstellingen zoals "Voor en Na" , "Alleen", "Vuil Spel" en "IJstijd". In de jaren 90 brak hij als theatersolist ook door in Vlaanderen.
Zijn theatertrilogie Sterke Verhalen met  "Sterke Verhalen KNT" (1999-2000), "Schaamteloze Vertellingen" (2001-2002) en "De Maniak" (2003-2004) werd in 2004 uitgezonden op VTM en er werd een dvd-box van uitgegeven bij Bridge Pictures.

## Radio
Luk Wyns schrijft, regisseert en speelt sinds 1992 de populaire radiospots van de doe-het-zelf-keten Gamma.

## Rollen
- Het sprookjestheater (1979)
- Ekster (1982) - als rijkswachter
- Voor de glimlach van een kind (1982)
- Geschiedenis mijner jeugd (1983)
- Klinkaart (1984) - als jongen
- Merlina (1984) - als Nico
- Paniekzaaiers (1986) - als verdwaalde chauffeur
- Verhalen uit het Weense woud (1987)
- Langs de Kade (1988-1993) - als Bernard
- Oei! (1989)
- Boys (1991) - als Tim
- Made in Vlaanderen: Willems & Co (1992) - als agent
- De wet van Wyns (1992)
- De Familie Backeljau (1994-1997) - als François "Çois" Backeljau / Thérèse Backeljau
  - De Familie Backeljau (1994) - als tanteke
  - De Familie Backeljau (1995, 1996) - als Renaat Cammermans
  - De Familie Backeljau (1996) - als Heinz Schnöttemüller
  - De Familie Backeljau (1997) - als Theo Van den Broecke
  - De Familie Backeljau (1997) - als Trebor Seam
- Sterke verhalen (1997-1999)
- Vergeten straat (1999) - als Saedeleer
- Misstoestanden (2000) - als Marcel Kiekeboe/Merho
- Zoltan (2001) - als man
- Mister Nice Guy (2001)
- Dennis (2003) - als salesmanager
- De duistere diamant (2004) - als beul
- Flikken (2004) - als Jeanke Hermans
- De Wet volgens Milo (2005) - als huisbaas
- Witse (2006) - als René Delhaye
- Aspe (2006) - als Robert Janssens
- Matroesjka's (2006-2008) - als Eddy Stoefs
- Los (2008)
- Aspe (2009) - als Yves Bauwens
- Zone Stad (2010) - als Rudy
- Goesting (2010) - als Ludo
- Noordzee, Texas (2011) - als Etienne
- Code 37 (2011) - als Noël Lagrange
- Vermist (2011) - als John
- Crimi Clowns (2012-2018) - als Ronny Tersago
- Tegen de Sterren op (2012, 2013, 2015) - als Benny Bax, Marc Lauwrys, Marc Coucke, Thérèse Backeljau en andere rollen
- Crimi Clowns: De Movie (2013) - als Ronny Tersago
- De Prooi (2013) - als Michel Tilmant
- Connie & Clyde (2013, 2018) - als Hugo Coninx
- Aspe (2014) - als Bernardo Vermeulen
- Coppers (2016) - als hoofdinspecteur Michel Masson
- Crimi Clowns 2.0: Uitschot (2016) - als Ronny Tersago
- Auwch_ (2016-2017) - als zichzelf
- Gevoel voor tumor (2018) - als professor Mercier
- Spider in the Web (2019) - als Alexander
- Glad IJs (2021) - als Stan
- Zillion (2022) - als Chico
- De zonen van Van As - De cross (2022) - als Glenn Vandamme
- Battlecat (2022) - als zichzelf